# Список об'єктів Світової спадщини ЮНЕСКО у Сент-Кіттс і Невісі
В списку об'єктів Світової спадщини ЮНЕСКО у Сент-Кіттс і Невісі налічується 1 найменування (станом на 2011 рік).
| № | Зображення | Назва                                   | Місцеположення | Час створення  | Час внесення до списку | №                                                  | Критерії |
| - | ---------- | --------------------------------------- | -------------- | -------------- | ---------------------- | -------------------------------------------------- | -------- |
| 1 |            | Національний парк Фортеця Брімстон-Хілл | Сент-Кіттс     | XVIII століття | 1999                   | 910 [Архівовано 24 грудня 2018 у Wayback Machine.] | iii, iv  |